# Giovanni Andrea Carlone

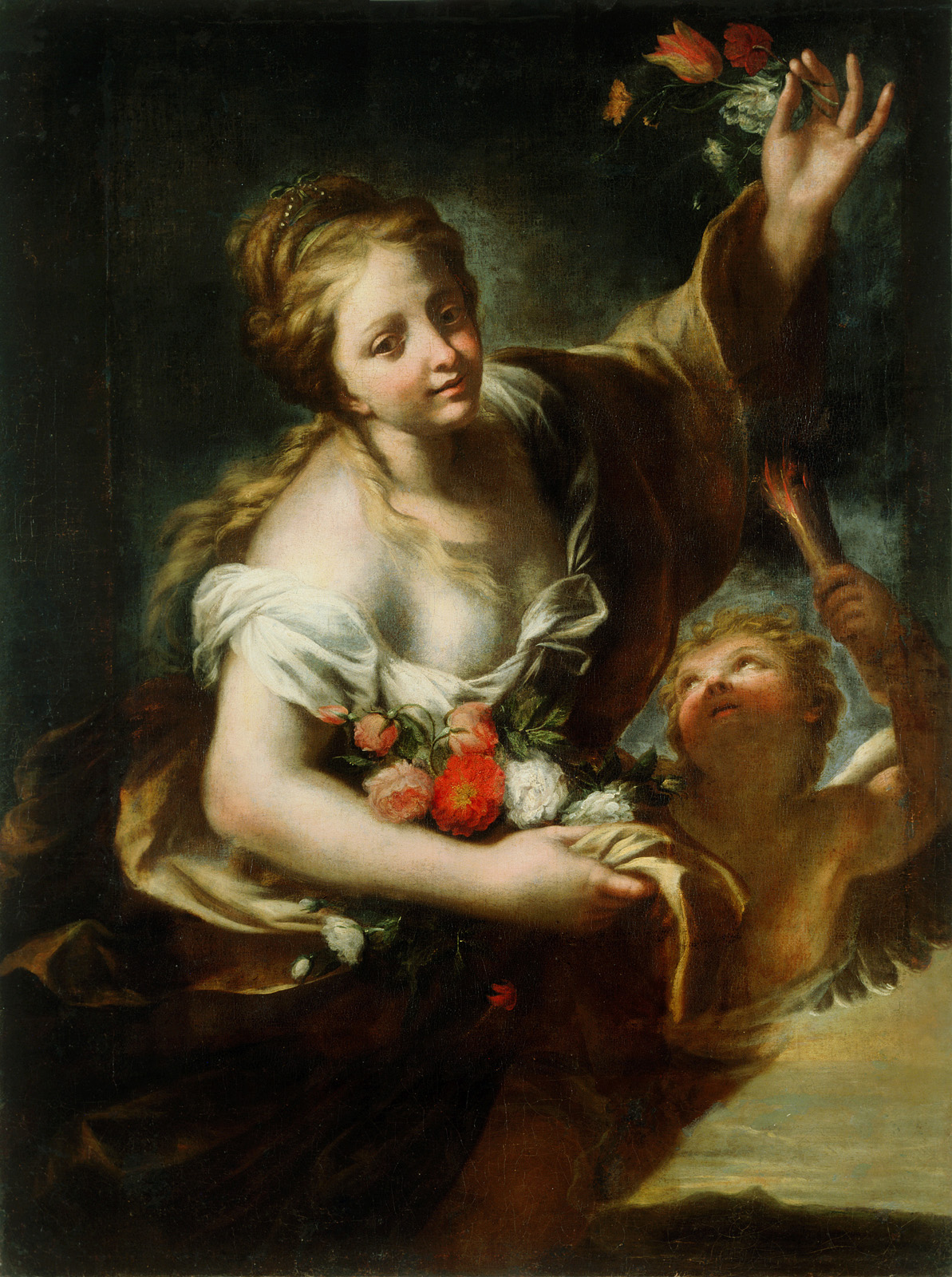
Aurora, ca. 1678, Nationale Galerij van Slovenië, Ljubljana

Giovanni Andrea Carlone (Genua, 22 mei 1639 – aldaar, 4 april 1697) was een Italiaanse kunstschilder uit de barokperiode.

## Biografie
Giovanni Andrea was de zoon van Giovanni Battista Carlone en Nicoletta Scorza. Hij was een van de leden van de Carlone-familie, Lombardische kunstenaars afkomstig uit Rovio, die zich in het midden van de zestiende eeuw in Genua gevestigd hadden.

## Opleiding
Giovanni Andrea kreeg zijn eerste opleiding bij zijn vader en ging later naar Perugia en naar Rome, waar hij de lessen volgde bij Carlo Maratta en een voorkeur kreeg voor het classicisme, dat hij combineerde met de stijl van Andrea Sacchi.

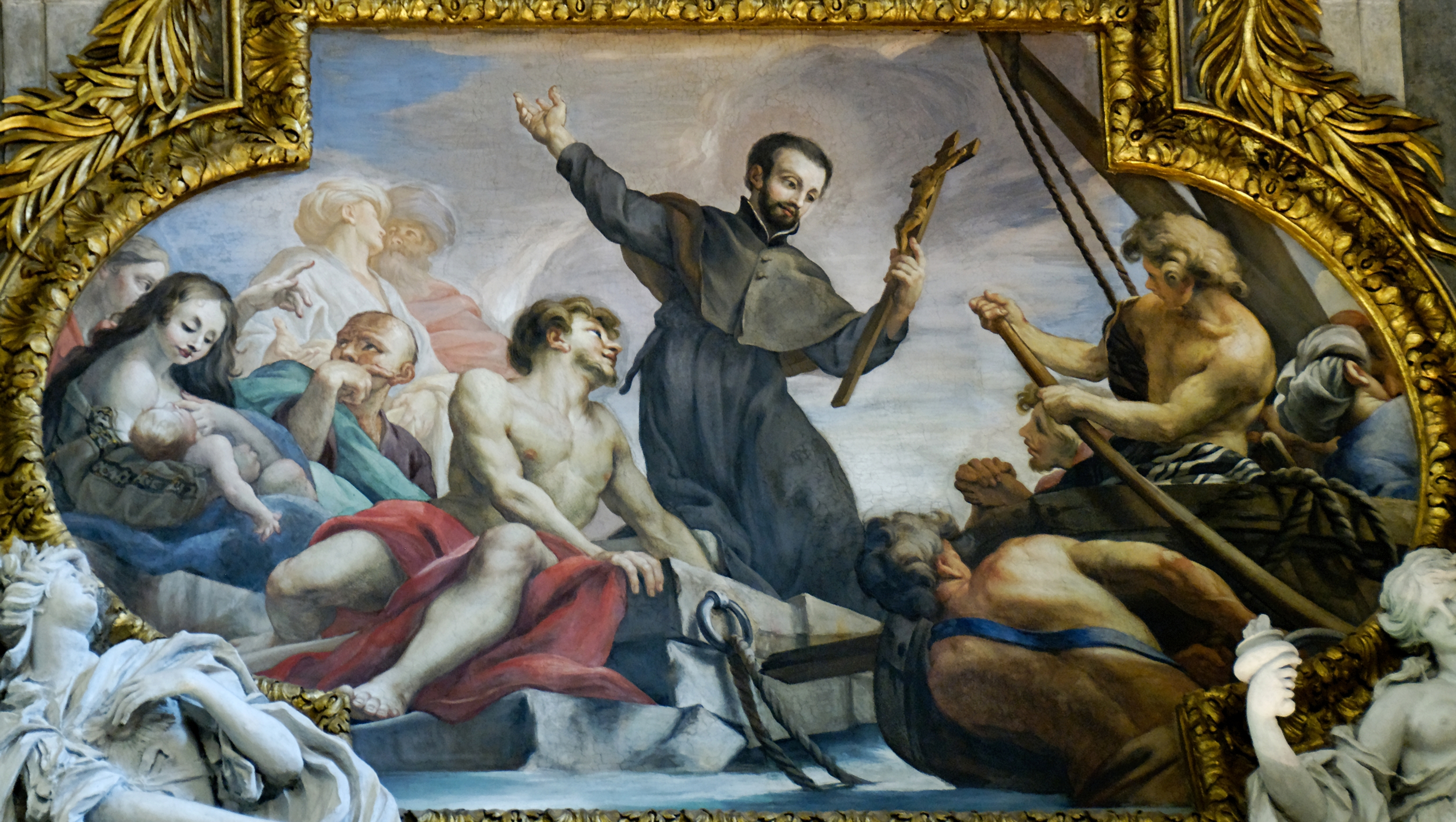
Een predikende Franciscus Xaverius, 1673-78, Cappella Negroni in de Chiesa del Gesù, Rome

## Werken
Hij zou tussen 1656 en 1669 voornamelijk in Perugia verbleven hebben. In die jaren schilderde hij fresco’s in het priesterkoor van de Chiesa del Gesù en twee frescocycli in de Chiesa di San Filippo Neri. Hij schilderde ook scènes uit het leven van de heilige Paulus in de Chiesa di San Gerolamo. Tussen 1673 en 1680 was hij in Rome gevestigd, op een kort interval in Genua na (1678), maar op zijn reis naar Rome werkte hij onder meer ook in Napels,  Messina, Palermo, Venetië waar hij mogelijk het werk van Veronese leerde kennen, Padua, Ferrara, Bologna, Modena, Parma en Piacenza.
Tussen 1673 en 1678 schiep hij in Rome de fresco’s over het leven van Franciscus Xaverius in de Cappella Negroni van de Chiesa del Gesù. Hij werd lid van de Accademia di San Luca op 11 september 1675 en tussen 1674 en 1677 werkte hij aan de decoratie in de sala verde van het palazzo Altieri in Rome. Van zijn hand zijn ook drie doeken geschilderd in opdracht van Christina van Zweden voor de Cappella di S. Giuseppe al Pantheon met God de Vader, Koning David en een Sibille. Ze dateren van voor 1689.
De laatste jaren van zijn leven bracht hij door in Genua. In 1691-1692 schilderde hij fresco’s met Het leven van de mens en de Zeven vrije kunsten voor het Palazzo Brignole-Sale (vandaag het Palazzo Rosso) en tussen 1694 en 1696 schilderde hij fresco’s in de kapel van het koninklijk paleis. In die periode schilderde hij ook vier doeken voor de Cappella Gentile all'Annunziata del Guastato: een Maria-Visitatie, een Presentatie van Maria in de tempel en twee profeten. Daarnaast maakte hij ook de fresco’s voor de Senarega-kapel in de kathedraal van San Lorenzo en tal van altaarstukken voor kerken in Genua en andere Ligurische steden.

## Web links
- Carlone, Giovanni Andrea op Web Gallery of Art
- Carlone, Italian family of artists op Web Gallery of Art
- Giovanni Andrea Carlone op Key to Umbria

- Biblioteca Nacional de España: XX5030569
- Gemeinsame Normdatei: 121021432
- Historisch woordenboek van Zwitserland: 025593
- International Standard Name Identifier: 0000 0000 6680 8222
- KulturNav: 19760ef3-8d0b-4dfe-b92e-c4f7da74ea79
- Library of Congress Control Number: n99028295
- RKD-Nederlands Instituut voor Kunstgeschiedenis: 15416
- SIKART: 4029369
- Union List of Artist Names: 500029439
- Virtual International Authority File: 20526944
- WorldCat: E39PBJmP4yC7kkCRMcdk7yj9jC